# Redunca redunca
Espèce
Statut de conservation UICN

 LC  : Préoccupation mineure
Le Cobe des roseaux aussi appelé Redunca ou encore Nagor (Redunca redunca) est une antilope de l'Afrique centrale, de la famille des Bovidae.

## Description

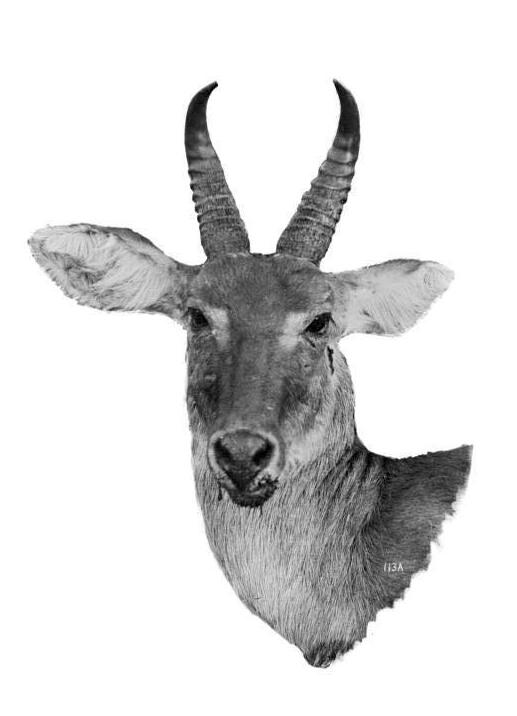
Trophée

Cette antilope au poil jaunâtre et à la poitrine blanche ne présente pas de rayures sur les pattes. Elle mesure de 70 à 90 cm de hauteur et pèse de 36 à 55 kg, les mâles étant généralement plus grands et lourds que les femelles. Les cornes, portées exclusivement par les mâles, sont en forme de crochet et mesurent de 20 à 40 cm.